# Luis Musrri
Luis Eduardo Musrri Saravia (født 24. december 1969 i Mallarauco, Chile) er en tidligere chilensk fodboldspiller (defensiv midtbane).
Musrri tilbragte, udover et kortvarigt ophold i Kina hos Yunnan Hongta, hele sin karriere hos Club Universidad de Chile i Santiago. Her var han med til at vinde hele fem chilenske mesterskaber.
Musrri spillede desuden 28 kampe for det chilenske landshold. Han repræsenterede sit land ved VM i 1998 i Frankrig. Han fik ti minutters spilletid i turneringen, hvor chilenerne blev slået ud i 1/8-finalen.